# Bujaru (ort)
Bujaru är en ort i Brasilien.   Den ligger i kommunen Bujaru och delstaten Pará, i den nordöstra delen av landet, 1 600 km norr om huvudstaden Brasília. Bujaru ligger 18 meter över havet och antalet invånare är 6 189.
Terrängen runt Bujaru är platt. Runt Bujaru är det glesbefolkat, med 19 invånare per kvadratkilometer.. Det finns inga andra samhällen i närheten.
I omgivningarna runt Bujaru växer i huvudsak städsegrön lövskog.